# Ute Rührold
Ute Rührold, née le 9 décembre 1954 à Zerbst est une ancienne lugeuse est-allemande active dans les années 1970.
Elle a remporté deux fois consécutivement la médaille d'argent en simple aux Jeux olympiques en 1972 à Sapporo puis en 1976 à Innsbruck.
Rührold a également obtenu trois podiums aux Championnats du monde, avec l'argent en 1973 et 1975 et le bronze en 1974. De plus, elle a ajouté trois médailles européennes à son palmarès, l'or en 1972, l'argent en 1973 et le bronze en 1974.
Elle s'est mariée avec le handballeur Wolfgang Böhme, mais ont plus tard divorcé.